# Eugène Schueller
Pour les articles homonymes, voir Schueller (homonymie).
Eugène Paul Louis Schueller, né le 20 mars 1881 à Paris et mort le 23 août 1957 à Ploubazlanec, est un chimiste et un chef d'entreprise français, connu pour avoir fondé le groupe L'Oréal. Il a été l'un des pionniers de la publicité moderne.

## Biographie

### Enfance et études
Eugène Schueller est le fils cadet de Charles Schueller, d'origine alsacienne, et d'Amélie Denisot. Charles et Amélie Schueller sont d'origine relativement modeste. Charles Schueller, fils d'Henri Schueller, cordonnier et cultivateur de pommes de terre, était devenu pâtissier à Illfurth, en Alsace, et Amélie Denisot (1848-1909), fille d'un taillandier, était née à Sergines dans le département de l'Yonne et y était domestique chez un boulanger. De leur union naquirent cinq garçons, mais seul Eugène survivra. Ses parents ont alors pour ambition de donner une excellente éducation à leur fils unique.
Il naît dans l'arrière-boutique de la boulangerie-pâtisserie de ses parents au 124, rue du Cherche-Midi dans le 6e arrondissement de Paris.
Après des études secondaires à Sainte-Croix de Neuilly, puis au lycée Condorcet, il souhaite intégrer l'École polytechnique, mais y renonce[source détournée]. Sorti lauréat de sa promotion de l'Institut de chimie appliquée de Paris (maintenant École nationale supérieure de chimie de Paris) en 1904, il est promu assistant-préparateur du professeur Victor Auger à la Sorbonne la même année puis chef préparateur à la Pharmacie centrale de France dont Auger était conseiller.
En 1907, fort de son experience, il s'installe à son compte, rue d'Alger (Paris). Dans la salle de bain de son deux-pièces, il met au point une teinture capillaire, sous forme de pâte dont l'homogénéité est due à l'emploi de fécule de pommes de terre, que lui procure sa famille alsacienne.

### Carrière
Fondateur le 30 juillet 1909 de la Société française de teintures inoffensives pour cheveux qui deviendra L'Oréal, Eugène Schueller a également été vendeur d'étoffes, colporteur.
En 1912, il rachète la revue La coiffure à Paris, qui est distribuée dans les salons de coiffure.
Après l'intermède de la Première Guerre mondiale où Schueller, sous-lieutenant d'artillerie chargé des liaisons avec l'infanterie, est cité à titre militaire (cinq citations, croix de guerre, Légion d'honneur) et au cours de laquelle il laisse les commandes de son entreprise à son épouse, il reprend son parcours d'entrepreneur.
En 1919, il fonde la première teinture rapide, puis le shampoing Dopal.
Il parvient à accompagner les modes : lancement de teintures pour cheveux quand Coco Chanel et Louise Brooks adoptent des coupes courtes et colorées, création de l'ambre solaire au moment de l'instauration des congés payés par le Front populaire, accompagnement de l'éducation à l'hygiène de l'après-guerre avec les marques Dop et Monsavon, etc..
À l'origine de la Société d'études des maisons préfabriquées Schueller (future Compagnie industrielle des maisons préfabriquées), il a également dirigé les peintures Valentine, la Société industrielle de Celluloïd, la Société générale des matières plastiques, la Nobel française (issue de la fusion des 2 précédentes), PLAVIC Films, L'Agatine, etc.

### Engagements politiques

#### Activité politique avant et durant l'Occupation
Ami intime d'Eugène Deloncle, Eugène Schueller met ses moyens personnels à sa disposition lors de la formation en 1936 de l'Organisation secrète d'action révolutionnaire nationale (OSARN), groupe clandestin d'extrême droite plus connu sous le surnom de la « Cagoule ».
En 1940, il contribue au financement du parti collaborationniste fondé par Eugène Deloncle en accord avec les autorités allemandes, le Mouvement social révolutionnaire. Comme le MSR rejoint le Rassemblement national populaire (RNP) de Marcel Déat, Schueller est nommé président du comité technique d'économie générale du RNP. Il prend la parole en tant que tel lors du premier congrès du RNP en juin 1941.
En novembre 1946, le comité d'épuration de l'industrie chimique requiert contre Eugène Schueller une interdiction d'exercer toute fonction dirigeante « pour avoir favorisé les desseins de l'ennemi par son attitude publique pendant la collaboration ». Il est cependant défendu par des résistants reconnus qu'il a notoirement soutenus, parmi lesquels André Bettencourt (même si sa résistance est inventée), ce qui détourne de lui toute sanction.

#### Schueller, Mitterrand et la Nièvre
À la fin de l'année 1945, Eugène Schueller engage François Mitterrand comme président-directeur général des éditions du Rond-Point (et directeur du magazine Votre beauté) et André Bettencourt rejoint la direction du groupe L'Oréal. Il emploie également plusieurs anciens collaborateurs et cagoulards, dont Jacques Corrèze.
Ami de l'évêque de Nevers, il convainc François Mitterrand de s'intéresser à la Nièvre afin de reprendre au moins un des mandats, alors entièrement aux mains de la gauche. Avec l'aide du clergé et des notables nivernais, le 10 novembre 1946, Mitterrand est élu député à la tête d'une liste Unité et action républicaine, au programme anticommuniste. Celui-ci abandonne alors ses fonctions aux éditions du Rond-point.

#### Autres engagements
Après la Seconde Guerre mondiale, Eugène Schueller apporte son appui au Centre des hautes études américaines et à l'association fédéraliste La Fédération.

### Théories économiques
Mettant au goût du jour une idée d'Adolphe Thiers, qui avait proposé de n'asseoir les impôts que sur la quantité de terrain possédée, Eugène Schueller imagine une variante plus moderne utilisant la quantité d'énergie consommée et publie, en 1956, L'Impôt sur l'énergie aux éditions du Rond-Point. Le temps lui manquera pour promouvoir davantage cette idée qui est à la base de la TIPP, mais les politiciens Raymond Boisdé ou Valéry Giscard d'Estaing, ainsi que l'animateur de radio Zappy Max, en deviendront quelque temps de fervents soutiens.

### Vie privée
Eugène Schueller se marie le 26 octobre 1909 avec Louise Madeleine Berthe Doncieux,, sa fille Liliane naît le 21 octobre 1922. Sa femme meurt le 27 octobre 1927 et il se remarie le 26 mai 1932 avec Annie Grace Burrows (1897-1961).
À son décès, en 1957, sa fille Liliane, mariée le 8 juin 1950 à l'associé de son père André Bettencourt, hérite de L'Oréal, désormais numéro un mondial des cosmétiques et de la beauté[réf. nécessaire].
Il fut propriétaire d'un logement dans les immeubles Walter (16e arrondissement de Paris).
Achetant tout sur mesure, il possède une maison à l'Arcouest, des voiliers de courses ou encore des meubles du designer Jacques-Émile Ruhlmann.

## Récompenses
En 1953, Eugène Schueller reçoit, conjointement avec Robert Guérin, l’Oscar de la publicité. La récompense leur est remise le 14 janvier 1954 par Maximilien Vox (président de l’Association de l'Oscar de la Publicité) au cours d'une cérémonie qui se déroule dans le restaurant parisien Maxim's.

## Postérité
En 1958, un an après sa mort, sa fille Liliane Bettencourt crée le « prix Eugène-Schueller » au profit des anciens élèves de l'École nationale supérieure de chimie de Paris en hommage à son père sorti major de la promotion 1904. Le prix est destiné à récompenser chaque année un jeune ingénieur qui, dans un délai de cinq ans après sa sortie de l'école, aura réalisé des travaux scientifiques d'impact majeur, susceptibles d'engendrer des applications industrielles en chimie moléculaire ou en sciences du vivant.